# 767 Bondia
767 Bondia este un asteroid din centura principală, descoperit pe 23 septembrie 1913, de Joel Metcalf.